# Jeremiah Horrocks
Jeremiah Horrocks   (Toxteth, 1618 - Toxteth, 3 de gener de 1641), va ser un astrònom anglès, conegut per haver estat el primer a observar un trànsit de Venus.

## Vida
La data de naixement de Horrocks és incerta. Va néixer a Toxteth, un llogaret a uns cinc quilòmetres de Liverpool. Sembla que el seu pare era camperol, però alguns membres de la família eren constructors de rellotges.
Va ingressar com a becari al Emmanuel College de la Universitat de Cambridge el 18 de maig de 1632, on va coincidir amb John Wallis. Per les dades que dona Wallis a la seva autobiografia, podria ser que Horrocks hagués nascut el 1617. Va deixar la universitat el 1635 sense graduar-se i el 1639 va ser ordenat sacerdot.
Poc abans d'abandonar Cambridge va fer amistat amb William Crabtree, un ric comerciant de Manchester molt aficionat a l'astronomia, amb qui va mantenir una densa correspondència fins a la data de la seva mort.

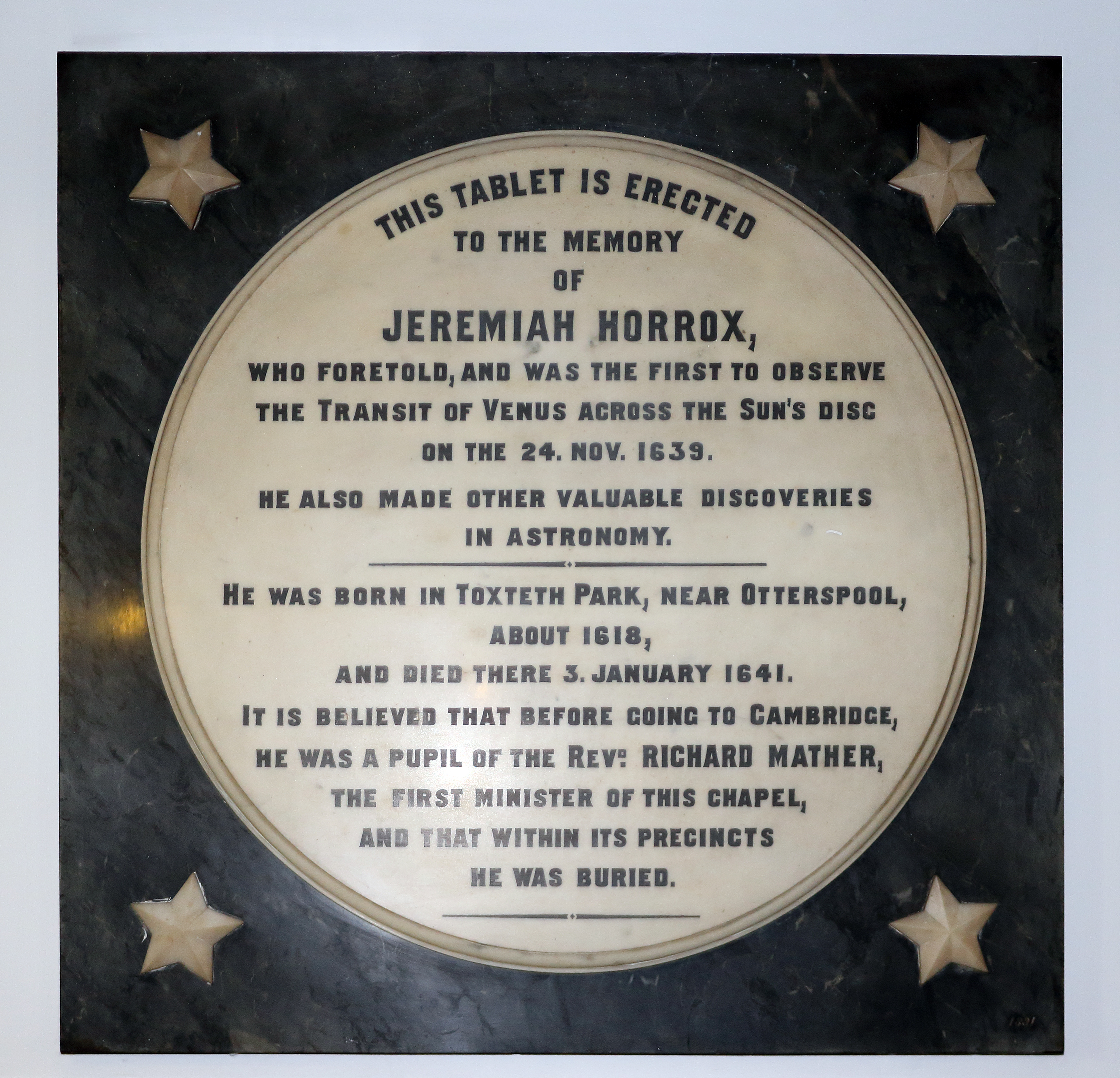
Memorial a la capella del Toxteth.

Des de juny de 1639 fins al juliol de 1640 va ser rector de Much Hoole molt a la vora de Liverpool. Va morir sis mesos més tard al seu poble natal quan només tenia vint-i-dos anys.

## Obra
Horrocks no va publicar res durant la seva curta vida. Els seus manuscrits van ser repartits: una part va anar a parar al seu germà Jonas a Irlanda i s'ha perdut; els que van quedar a la seva casa de Toxteth van ser destruïts durant la guerra civil anglesa per una partida de soldats incontrolats; algunes anotacions les va salvar Jeremiah Sharkeley, qui les va fer servir per compilar les Tabulae Briyannicae, però es van destruir durant el gran foc de Londres (1666); Crabtree es va quedar amb els restants i, probablement, més importants manuscrits i correspondència de Horrocks. Aquest lot va ser comprat per Worthington (un col·lega seu de l'Emmanuel College) a la mort de Crabtree i posteriorment va passar a la Royal Society; actualment es troben a l'Observatori Reial de Greenwich.
Aquests manuscrits, en diferents estats d'elaboració, van ser reconstruïts i traduïts al llatí per John Wallis i publicats el 1672-1673, sota el títol d'Opera Posthuma i, en algunes edicions, amb el sots-títol Opuscula Astronomica.
El seu manuscrit sobre el trànsit de Venus, Venus in Sole visa, havia estat publicat el 1662 per Hevelius i no es coneix exactament com va arribar a les mans de l'astrònom polonès aquest manuscrit, actualment desaparegut.